# Grande-Rivière Château

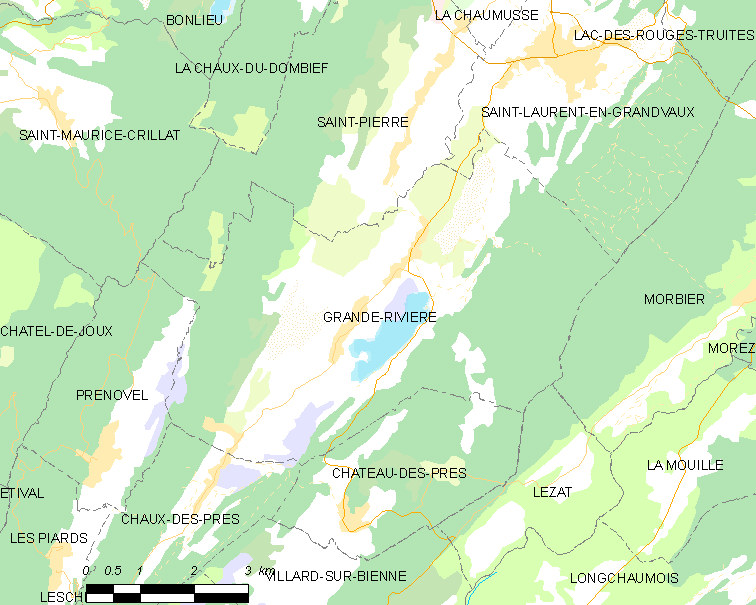

Grand-Rivière Château ist eine französische Gemeinde mit 633 Einwohnern (Stand: 1. Januar 2022) im Département Jura in der Region Bourgogne-Franche-Comté. Sie gehört zum Arrondissement Saint-Claude und zum Kanton Saint-Laurent-en-Grandvaux.
Sie entstand als Commune nouvelle mit Wirkung vom 1. Januar 2019 durch die Zusammenlegung der bisherigen Gemeinden Grande-Rivière und Château-des-Prés, die in der neuen Gemeinde den Status einer Commune déléguée haben. Der Verwaltungssitz befindet sich im Ort Grande-Rivière.

## Gliederung
| Ortsteil                         | ehemaliger INSEE-Code | Fläche (km²) | Einwohnerzahl zum 1. Januar 2022 |
| -------------------------------- | --------------------- | ------------ | -------------------------------- |
| Grande-Rivière (Verwaltungssitz) | 39258                 | 30,59        | 434                              |
| Château-des-Prés                 | 39115                 | 08,62        | 199                              |

## Geographie
Nachbargemeinden sind Saint-Pierre im Norden, Saint-Laurent-en-Grandvaux im Nordosten, Morbier im Osten, Hauts de Bienne im Südosten, Villard-sur-Bienne im Süden, Nanchez im Südwesten und Saint-Maurice-Crillat im Westen.

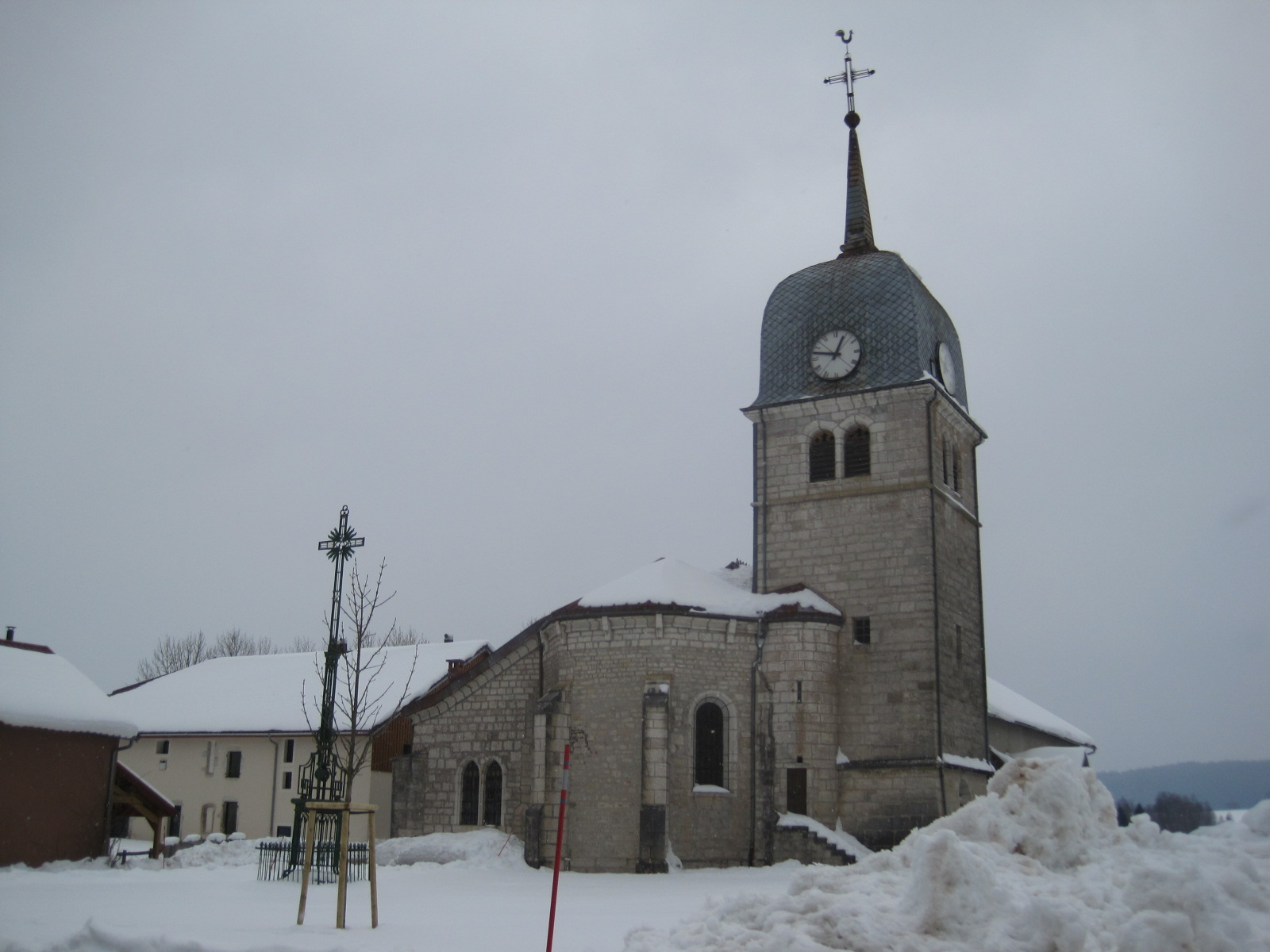
Kirche von Grande-Rivière